# Fortalesa dàcia de Costești-Blidaru
La fortalesa dàcia de Costești-Blidaru forma part d'un grup de fortaleses de les muntanyes d'Orăştie.

## Galeria

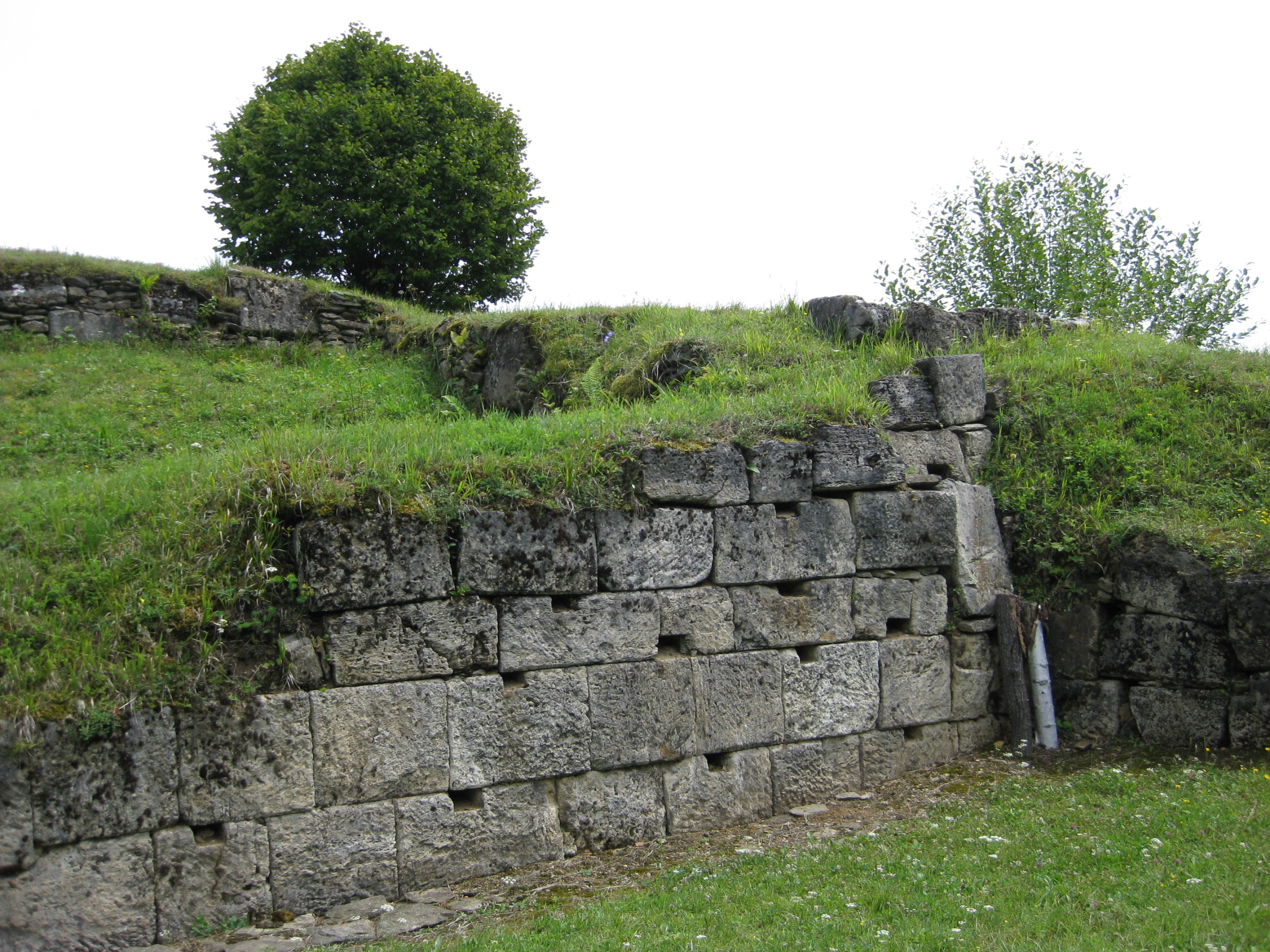
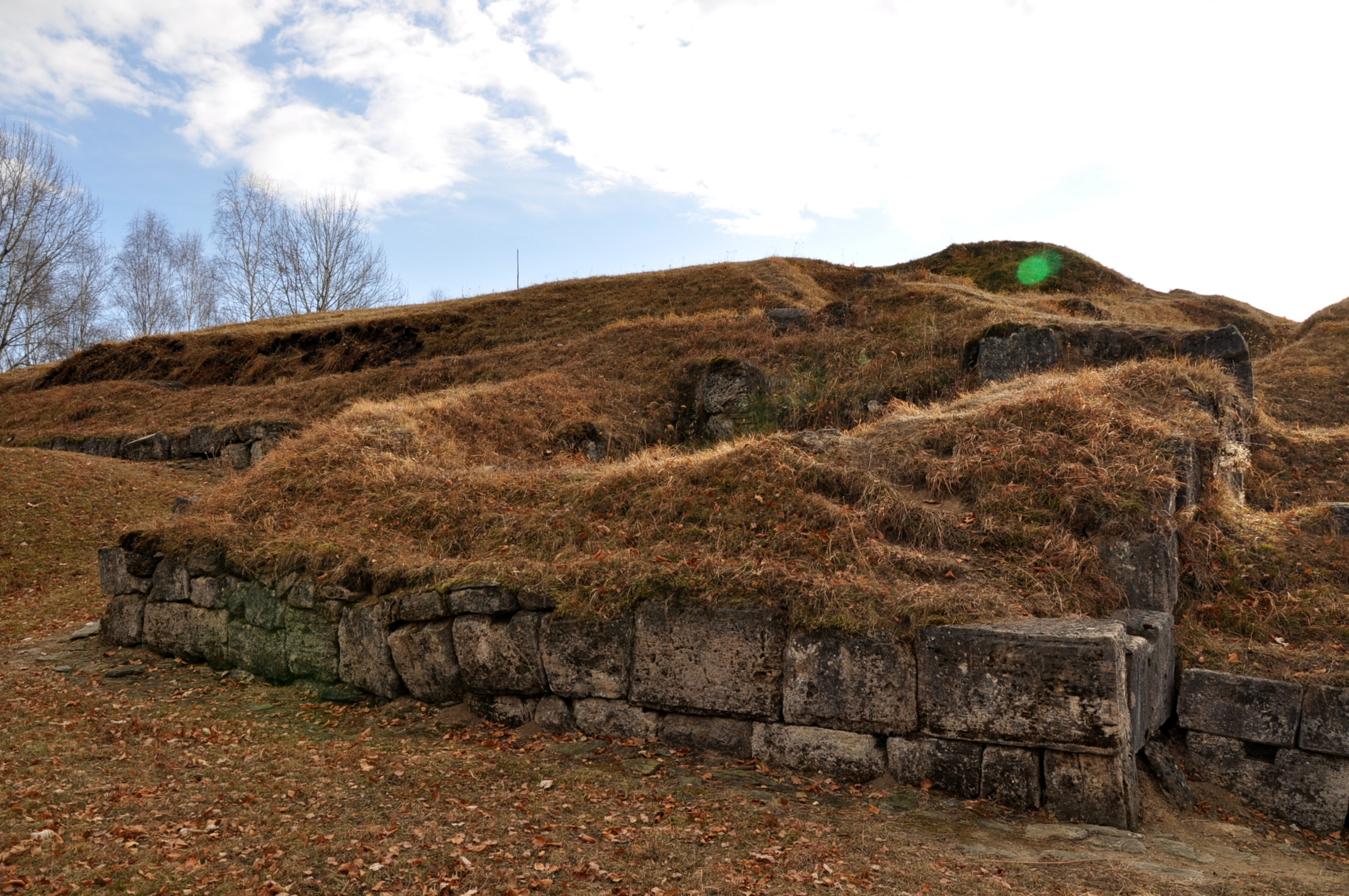
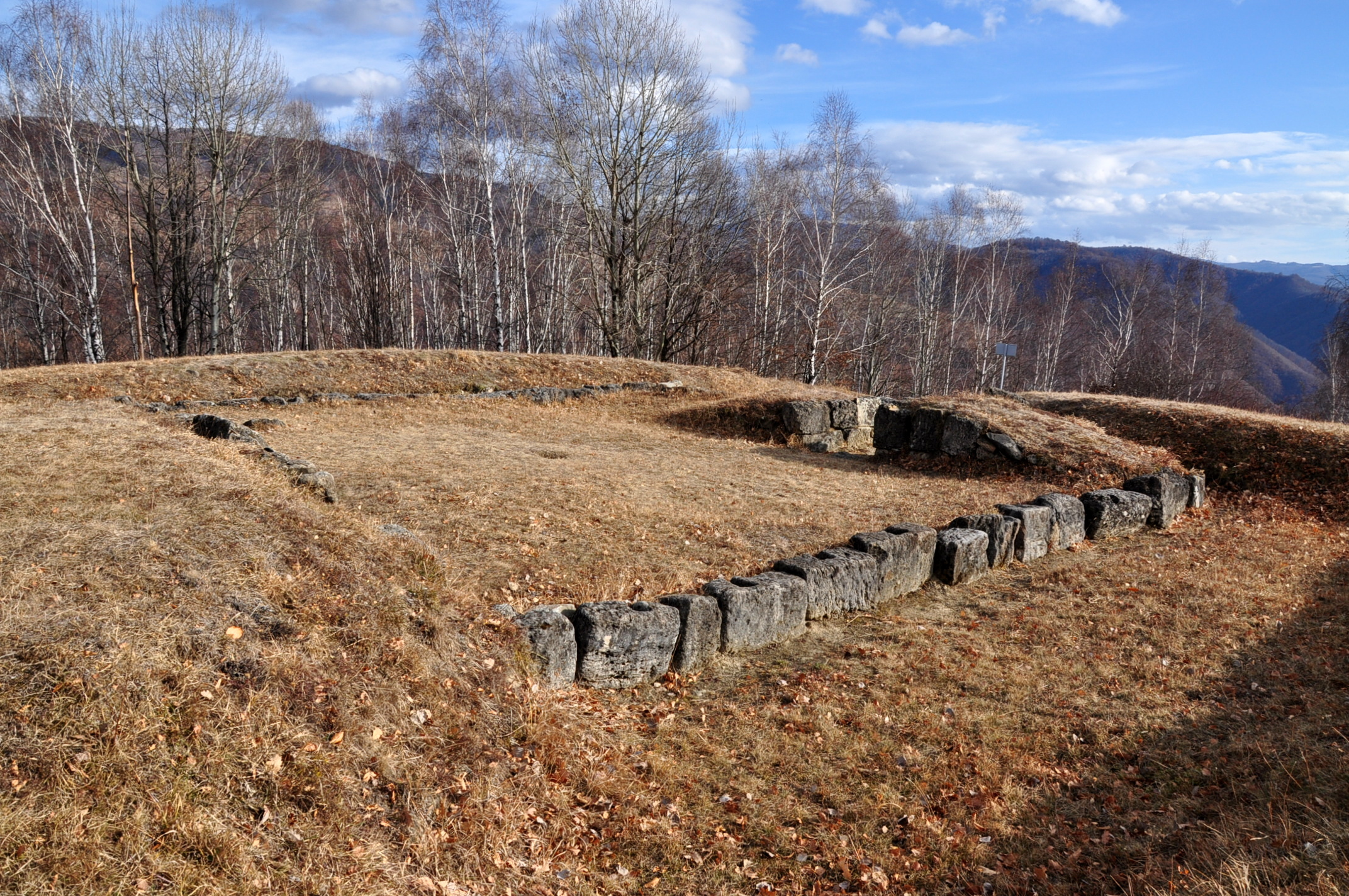